# Skalička (Přerovi járás)
Skalička település Csehországban, a Přerovi járásban. Skalička Dolní Těšice, Horní Těšice, Špičky, Zámrsky, Ústí és Černotín településekkel határos. Lakosainak száma 667 fő (2024. január 1.).

## Népesség
A település lakosságának változását az alábbi diagram mutatja:
| Lakosok száma | 401  | 468  | 456  | 443  | 619  | 535  | 611  | 616  | 669  | 667  |
|               | 1869 | 1890 | 1921 | 1950 | 1980 | 2001 | 2017 | 2019 | 2022 | 2024 |